# Безымянный (Челябинская область)
Безымянный — упразднённый посёлок в Агаповском районе Челябинской области. Входил в состав Приуральского сельского поселения. Исключен из учётных данных в 2004 г, включен в состав г. Магнитогорска.

## География
Располагался на у южной оконечности Заводского пруда.

## История
В 1968 году населённому пункту очистных сооружений управления коммунальных предприятий ММК присвоено наименование — посёлок Безымянный.

## Население
| 1970 | 1977 | 1983 | 1995 | 2002 |
| ---- | ---- | ---- | ---- | ---- |
| 103  | ↘99  | ↘84  | ↗98  | ↘88  |

По данным переписи 2002 г. в посёлке проживало 88 человек, в том числе 42 мужчины и 46 женщин.